# 삼척시청 여자 핸드볼단
삼척 시청 WHC(Samcheok City Government Women's Handball Club)는 대한민국 강원특별자치도 삼척시에 있는 핸드볼 선수단이다. 삼척시청이 운영하는 여자 세미프로 핸드볼단이며, 2004년에 창단되었다.

## 지도지
- 감독 : 이계청
- 코치 : 김성진
- 플레잉코치 : 유현지, 전지연
- 트레이너 : 최예슬

## 사무국
- 단장 : 전재섭
- 부단장 : 정현태

## 참고 문헌
- “스포츠지원포털 등록 현황”. 대한체육회.